# Masacre de Vukovar

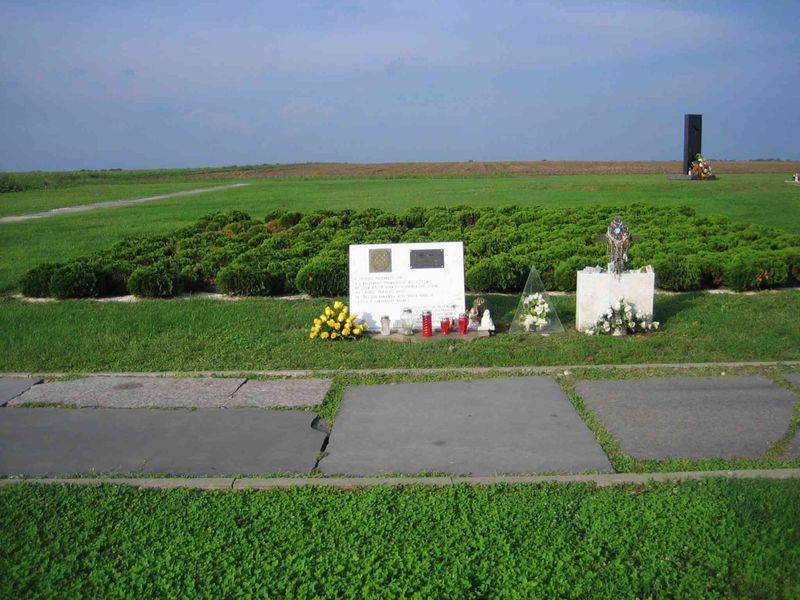
Memorial en Ovčara.

La masacre de Vukovar, también conocida como masacre en el hospital de Vukovar o la masacre de Ovčara, fue el asesinato masivo de prisioneros de guerra y civiles croatas por paramilitares serbios, a quienes habían sido entregados por el Ejército Popular Yugoslavo (JNA), en la granja de Ovčara, al sureste de Vukovar, el 20 de noviembre de 1991, durante la Guerra de Croacia. La masacre ocurrió poco después de la captura de Vukovar por la JNA, las Fuerzas de Defensa Territorial (TO) serbocroatas y paramilitares de la vecina Serbia. Fue la mayor masacre de la guerra y el peor crimen de guerra en Europa desde la Segunda Guerra Mundial hasta ese momento.
En los últimos días de la batalla, la evacuación del hospital de Vukovar se negoció entre las autoridades croatas, la JNA y la Misión de Vigilancia de la Comunidad Europea en cooperación con el Comité Internacional de la Cruz Roja (CICR). Posteriormente, el JNA rechazó el acceso de la Cruz Roja al hospital a pesar del acuerdo y retiró a unas 300 personas de sus instalaciones. El grupo, formado principalmente por croatas, pero que también incluía serbios, húngaros, musulmanes y dos extranjeros que lucharon en el lado de la Guardia Nacional Croata, fue trasladado inicialmente al cuartel de la JNA en Vukovar. Varios presos fueron identificados como personal del hospital y retirados del grupo para ser devueltos al hospital, mientras que el resto de ellos fueron trasladados a la granja Ovčara al sur de Vukovar. Una vez en la granja, los prisioneros fueron golpeados durante varias horas antes de que la JNA retirara sus tropas del sitio, dejando a los prisioneros bajo la custodia de los serbocroatas y los paramilitares serbios. Los prisioneros fueron llevados a un sitio preparado de antemano, fusilados en grupos de diez a veinte y enterrados en una fosa común.
La fosa común fue descubierta en octubre de 1992 y custodiada por la Fuerza de Protección de las Naciones Unidas, que se había desplegado en la zona a principios de ese año. En 1996, el Tribunal Penal Internacional para la ex Yugoslavia (TPIY) exhumó 200 cadáveres de la tumba. Croacia cree que otros 61 fueron enterrados en una tumba diferente en el sitio, mientras que los fiscales del TPIY creen que la cifra es de 60. El TPIY condenó a dos oficiales de la JNA en relación con la masacre, y también juzgó al expresidente serbio Slobodan Milošević por varios crímenes de guerra, incluidos los cometidos en Vukovar. Milošević murió en prisión antes de que pudiera completarse su juicio. Varios exmiembros de las unidades paramilitares serbocroatas y serbias han sido juzgados por el poder judicial serbio y condenados por su participación en la masacre. En febrero de 2015, la Corte Internacional de Justicia dictaminó que el asedio, la masacre y las atrocidades simultáneas cometidas en otras partes de Croacia no constituían genocidio.

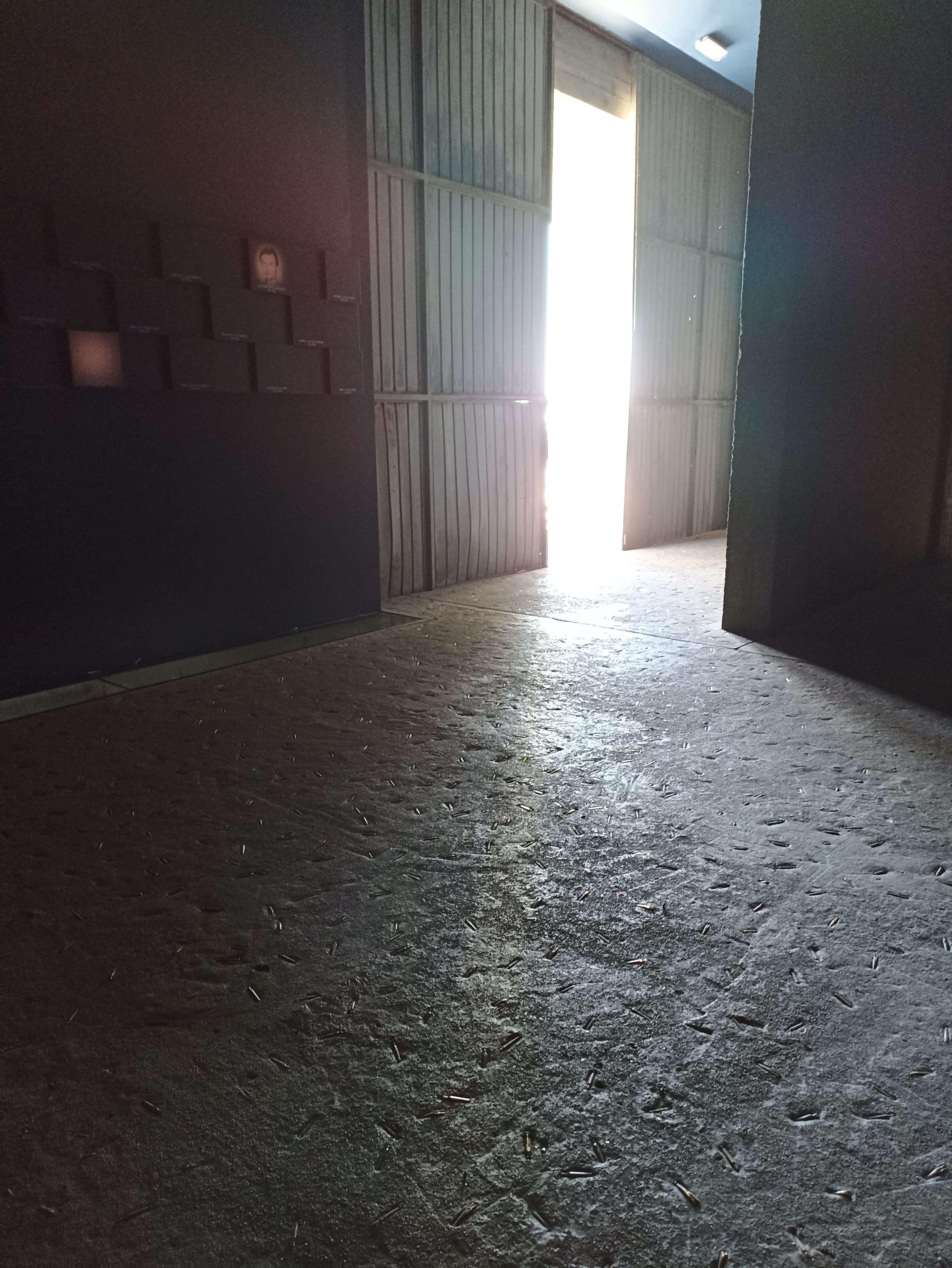
Granja de Ovcara, donde se produjo la masacre de Vukovar

El sitio de la fosa común está marcado por un monumento y el edificio de almacenamiento utilizado en la granja Ovčara para mantener a los prisioneros en cautiverio antes de que su ejecución fue reconstruido como un centro conmemorativo en 2006. Hasta julio de 2014, el centro había sido visitado por unos 500 000 turistas.